# 마스타바

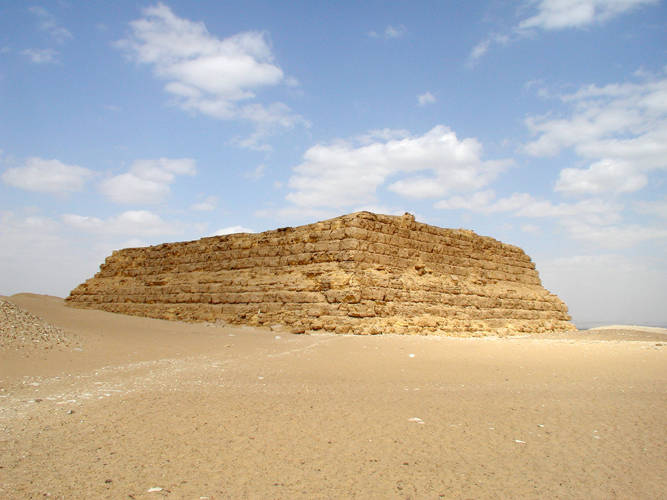
마스타바

마스타바(Mastaba)는 이집트의 벽돌과 돌로 이루어진, 고대 왕과 귀족들의 직사각형의 분묘건축물이다.
마스타바는 아랍어로 벤치(bench)에 해당되는 단어이다. 전체적인 형태는 사각형의 내부로 경사가 있는 단의 모양을 가지고 있으며, 상부구조의 길이는 20~50m, 폭은 15~30정도이다. 내부 구조는 지하묘실과 그것을 연결하는 수직통로, 제사실 그리고 '세르답(serdab)'이 있다.